# 三菱マヒンドラ農機

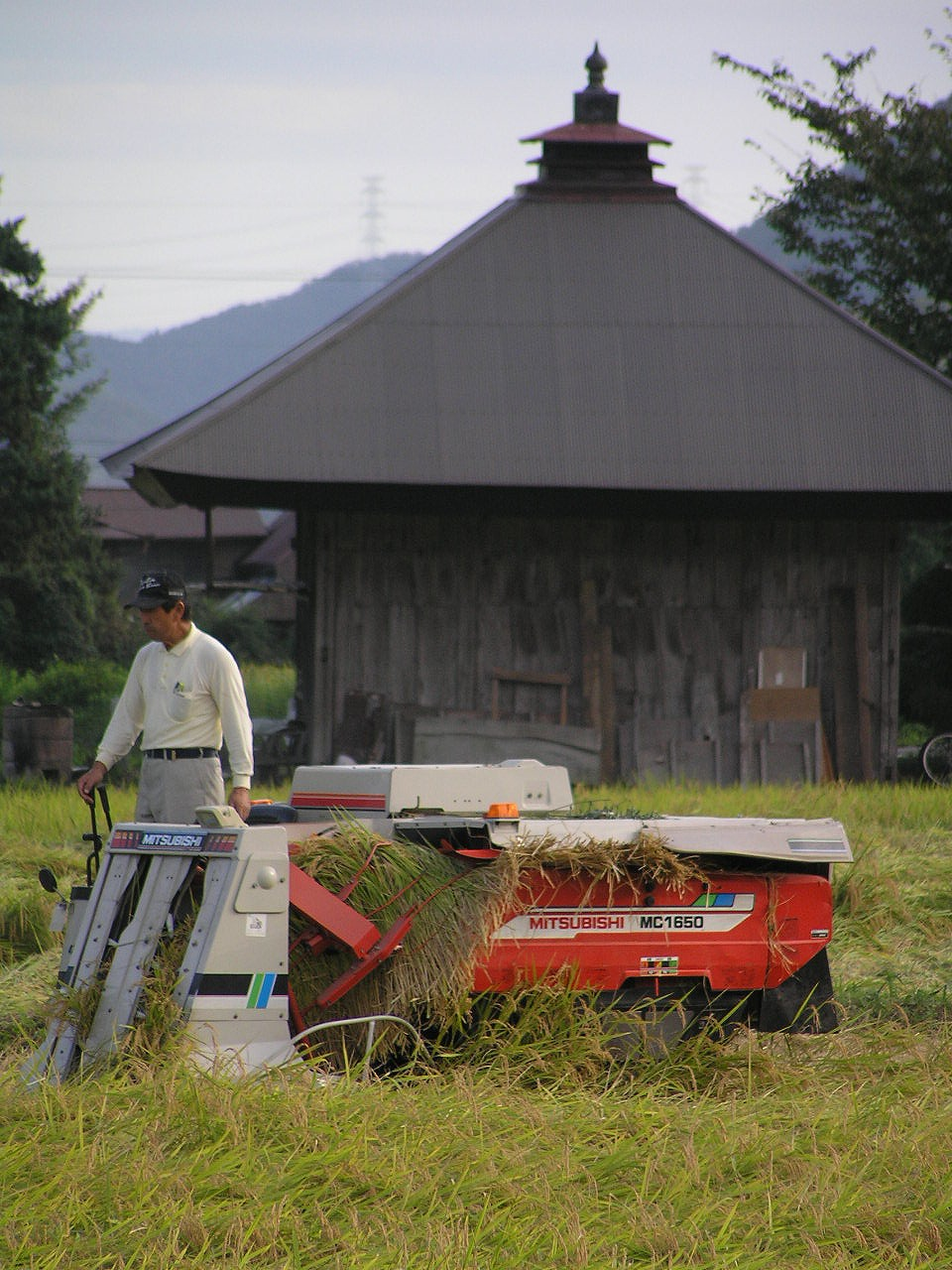
三菱農機自脱型コンバイン
レセルダ MC1650
（2006年（平成18年）8月29日 撮影）

三菱マヒンドラ農機株式会社（みつびしマヒンドラのうき、Mitsubishi Mahindra Agricultural Machinery）は、島根県松江市に本社を置く、農業機械全般を開発・設計する三菱重工業系列企業（連結子会社）。販売会社は全国に展開しているが、その製品は農業協同組合(JA)が直接の販売窓口となっていることが多い。なお、農業機械の生産高はクボタ・ヤンマーアグリ（ヤンマーホールディングス。旧・ヤンマー農機）・井関農機に次いで2024年（令和6年）現在、日本第4位となっている。

## 事業内容
トラクター・耕耘機・管理機等整地機械、田植機・野菜移植機等栽培用機械 コンバイン・バインダー・ハーベスター等収穫調製機械、その他農業機械。また、汎用機事業部門として、育苗・米穀・花卉栽培・菌床栽培・低温処理等施設、各種ハウス等建築土木工事、 生ゴミ処理機等廃棄物処理装置、その他産業用機械も扱う。
2009年（平成21年）2月、家庭菜園用として業界初のカセットガス式ミニ耕うん機としてエコ・ラテEL20を発売。

## 略歴

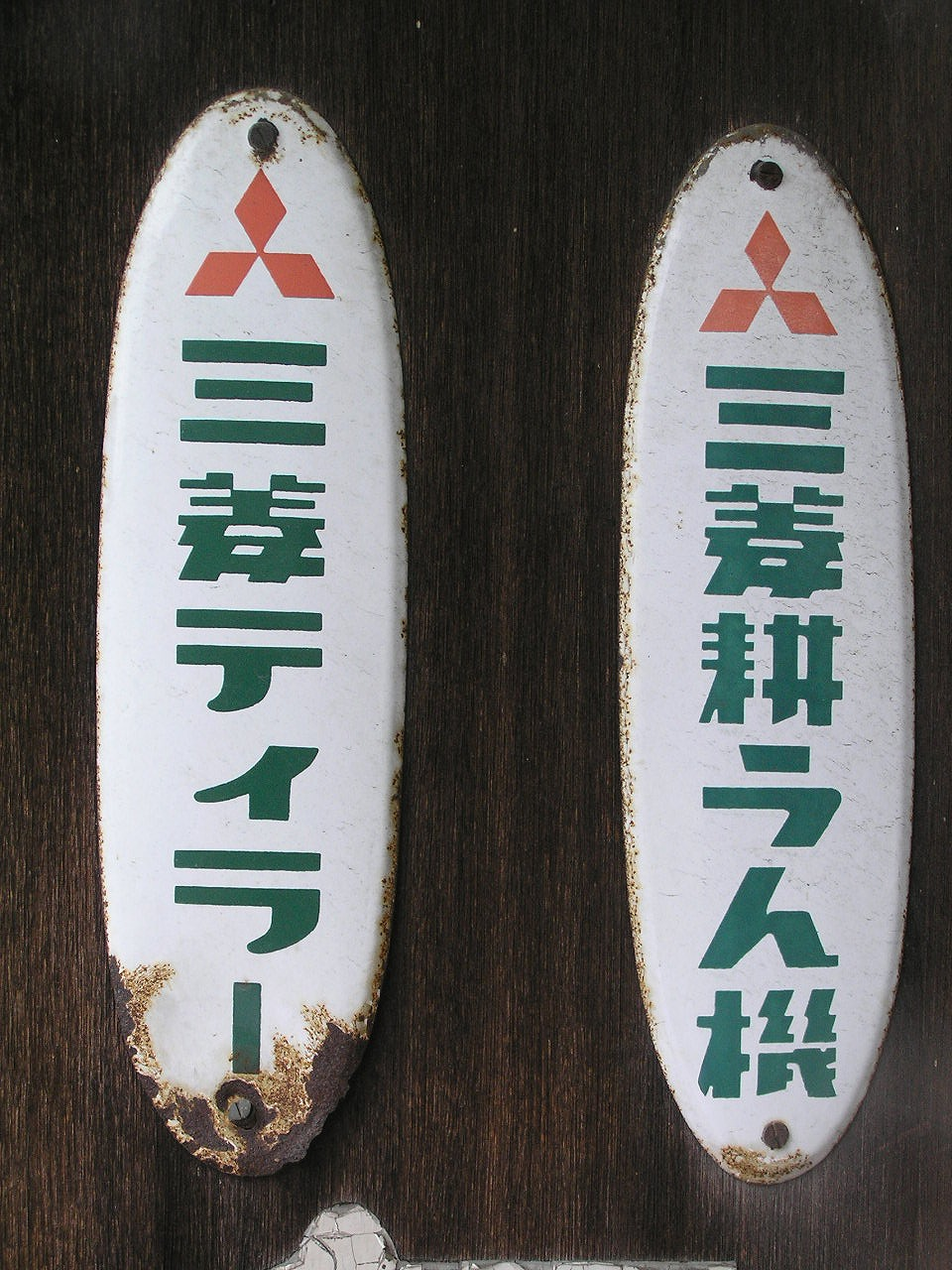
三菱耕運機看板

三菱の付く社名となったのは比較的新しいが、農業機械の製造販売の歴史は古く、創業は1914年（大正3年）に遡る。以前は、「サトー」ブランドとして親しまれてきた。以下、その略歴を記す。
- 1914年（大正3年）6月 - 佐藤忠次郎（さとう ちゅうじろう）がサトー式稲扱機で創業
- 1945年（昭和20年）2月 - 佐藤造機株式会社に社名変更
- 1971年（昭和46年）3月 - 経営に行き詰まり自主再建を断念、会社更生法を申請。現在の東京証券取引所での上場廃止。早川種三を管財人に迎えて経営再建を図る
- 1980年（昭和55年）2月 - 三菱機器販売株式会社と合併し、社名を三菱農機株式会社へ変更
- 2007年（平成19年）1月 - 国内の広域販売会社8社を2社に、部品センター6箇所を2箇所にそれぞれ統合
- 2011年（平成23年）12月 - 三菱重工業の完全子会社となる
- 2014年（平成26年）4月 - 国内の広域販売会社2社を1社に統合
- 2015年（平成27年）5月21日 - インド（以下印）のマヒンドラ&マヒンドラとの間で戦略的協業で合意[2]。
- 2015年（平成27年）10月1日 - 印マヒンドラ＆マヒンドラ社が株式の33.3%を取得し、社名を三菱マヒンドラ農機株式会社へ変更[3]。事実上、印マヒンドラ＆マヒンドラ社の介入により三菱重工業の完全子会社から連結子会社へ変更。

## 関連会社
- リョーノーファクトリー（島根県松江市）
- 菱農エンジニアリング（島根県松江市）
- ダイヤコンピュータサービス（島根県松江市）
- 三菱農機販売（埼玉県久喜市）
  - 北海道支社（北海道千歳市）
  - 東北支社（宮城県仙台市若林区）
  - 関東甲信越支社（埼玉県久喜市）
  - 中部支社（福井県福井市）
  - 西日本支社（岡山県瀬戸内市）
  - 九州支社（佐賀県鳥栖市）

## その他
- 上述の略歴から三菱ブランドの農機は1980年（昭和55年）以後と思われがちであるが、サトーとの合併以前にも農業機械の製造・販売は行っており、その製造元は三菱重工となっている。また佐藤造機が現存していた時代、三菱のトラクター、耕耘機などの製品にサトーと瓜二つのモデルが存在しており、あくまで憶測の域を出ないが、佐藤造機から三菱機器販売に向けてOEM供給を受けていたのではないかと思われる。三菱自動車工業も、定款上では農機の製造が事業に含まれているが、現在は製造していない。
- サトーの農業機械には三菱重工製のエンジンが搭載されたものが存在する。またサトーエンジン、サトーディーゼルと表記されたものでも三菱重工が製造したエンジンと形状がほぼ同じであり、程度は不明であるが三菱から部品あるいは金型の供給があったものと考えられ、合併前からの両者の関係をうかがわせる。
- かつて、鈴江農機製作所（スズエ）にトラクター、耕耘機をOEM供給していた[注釈 1]。
- 1980年代から1990年代初頭にかけて韓国農業の機械化、近代化のためにLG社（現LS Tractor社）と提携したことがある。
- 1990年代後期に、一時的だが「朝だ!生です旅サラダ」（朝日放送制作・テレビ朝日系）のスポンサーを担当していたことがある。当時林家こん平を起用し、CMを放映していた。